# مارلون مصطفی
مارلون مصطفی (انگلیسی: Marlon Mustapha؛ زادهٔ ۲۴ مهٔ ۲۰۰۱) بازیکن فوتبال اهل اتریش است که در حال حاضر برای رایندورف آلتاخ در پست مهاجم بازی می‌کند.
وی همچنین در تیم‌های ملی فوتبال زیر ۱۸ سال، زیر ۱۹ سال و زیر ۲۱ سال اتریش بازی کرده است.

## دوران باشگاهی
در سال ۲۰۲۱، مصطفی به صورت قرضی از باشگاه بوندس‌لیگای ماینتس ۰۵ به باشگاه اتریشی آدمیرا واکر پیوست. در تاریخ ۲۴ ژوئیهٔ ۲۰۲۱، او نخستین بازی خود را برای آدمیرا در جریان تساوی ۱–۱ برابر دبلیو‌اس‌جی تیرول انجام داد.
در ژانویهٔ ۲۰۲۴، مصطفی به صورت قرضی تا پایان فصل به فورتونا دوسلدورف پیوست و این باشگاه گزینهٔ خرید دائمی او را نیز در اختیار داشت.
در ژوئیهٔ ۲۰۲۴، مصطفی با قراردادی قرضی یک‌ساله و همراه با گزینهٔ خرید، به گروتر فورث پیوست.
در ۵ فوریهٔ ۲۰۲۵، او به صورت قرضی به رایندورف آلتاخ پیوست و این انتقال نیز شامل گزینهٔ خرید بود.